# Västlig kragparadisfågel
Västlig kragparadisfågel (Lophorina superba) är en fågel i familjen paradisfåglar inom ordningen tättingar.

## Utbredning och systematik
Västlig kragparadisfågel delas in i två underarter med följande utbredning:
- Lophorina superba superba – Vogelkophalvön på västra Nya Guinea
- Lophorina superba niedda – Wandammenhalvön (Wondiwoi) på nordvästra Nya Guinea

## Status
Trots det begränsade utbredningsområdet och att den tros minska i antal anses beståndet vara livskraftigt av internationella naturvårdsunionen IUCN. 